# Erina Hayashi
Erina Hayashi (japanisch 林 恵里奈 Hayashi Erina; * 21. Juli 1994 in Sabae, Japan) ist eine japanische Tennisspielerin.

## Karriere
Erina Hayashi begann mit sechs Jahren das Tennisspielen. Sie spielt vor allem auf der ITF Women’s World Tennis Tour, wo sie bislang einen Titel im Einzel und elf im Doppel gewinnen konnte.
Ihr Debüt im Hauptfeld eines WTA-Turniers gab sie im Jahr 2017 mit einer Wildcard beim Japan Women’s Open, wo sie im Doppel an der Seite von Momoko Kobori jedoch in der ersten Runde gegen Monique Adamczak und Storm Sanders unterlag.
Hayashi erreichte in der Weltrangliste bisher Position 322 im Einzel und 210 im Doppel.

## Turniersiege

### Einzel
| Nr. | Datum        | Turnier  | Kategorie | Belag     | Finalgegnerin | Ergebnis         |
| --- | ------------ | -------- | --------- | --------- | ------------- | ---------------- |
| 1.  | 2. Juni 2019 | Hongkong | ITF W25   | Hartplatz | Lu Jiajing    | 6:3, 3:0 Aufgabe |

### Doppel
| Nr. | Datum             | Turnier       | Kategorie   | Belag             | Partnerin       | Finalgegnerinnen                        | Ergebnis          |
| --- | ----------------- | ------------- | ----------- | ----------------- | --------------- | --------------------------------------- | ----------------- |
| 1.  | 2. April 2016     | Kōfu          | ITF $25.000 | Hartplatz         | Shūko Aoyama    | Kanae Hisami Kotomi Takahata            | 7:5, 7:5          |
| 2.  | 18. Juni 2016     | Kaohsiung     | ITF $10.000 | Hartplatz         | Haruka Kaji     | Chen Pei-hsuan Wu Fang-hsien            | 6:4, 3:6, [10:7]  |
| 3.  | 24. Februar 2018  | Palmanova     | ITF $15.000 | Sand              | Chisa Hosonuma  | Yukina Saigō Aiko Yoshitomi             | 7:5, 7:5          |
| 4.  | 1. September 2018 | Yeongwol      | ITF $15.000 | Hartplatz         | Chisa Hosonuma  | Hanna Chang Zhang Ying                  | 6:1, 6:1          |
| 5.  | 20. Oktober 2018  | Hamamatsu     | ITF $25.000 | Teppich           | Miharu Imanishi | Momoko Kobori Ayano Shimizu             | 7:5, 6:4          |
| 6.  | 23. Februar 2020  | Kyōto         | ITF W60     | Hartplatz (Halle) | Moyuka Uchijima | Hsieh Yu-chieh Minori Yonehara          | 7:5, 5:7, [10:6]  |
| 7.  | 6. Juni 2021      | Santo Domingo | ITF W25     | Hartplatz         | Kanako Morisaki | Emina Bektas Quinn Gleason              | 6:73, 6:1, [10:7] |
| 8.  | 27. August 2022   | Verbier       | ITF W25     | Sand              | Kanako Morisaki | Michaela Bayerlová Nicole Fossa Huergo  | 6:2, 6:1          |
| 9.  | 21. Januar 2023   | Bhopal        | ITF W40     | Hartplatz         | Saki Imamura    | Jekaterina Makarowa Jekaterina Reingold | 6:3, 7:63         |
| 10. | 26. März 2023     | Canberra      | ITF W60     | Sand              | Yūki Naitō      | Destanee Aiava Olivia Gadecki           | 7:62, 7:5         |
| 11. | 30. März 2024     | Kōfu          | ITF W50     | Hartplatz         | Saki Imamura    | Rutuja Bhosale Ankita Raina             | 6:3, 7:5          |